# Power Line Communications
La siglas PLC también pueden referirse a un Controlador lógico programable
Power Line Communications, también conocido por sus siglas PLC, es un término inglés que puede traducirse por comunicaciones mediante línea eléctrica y que se refiere a diferentes tecnologías que utilizan las líneas de transmisión de energía eléctrica convencionales para transmitir señales con propósitos de comunicación. La tecnología PLC aprovecha la red eléctrica para convertirla en una línea digital de alta velocidad de transmisión de datos, permitiendo, entre otras cosas, el acceso a Internet mediante banda ancha.

## Control de hogar (banda estrecha)
Típicamente, los dispositivos para control de hogar funcionan mediante la modulación de una onda portadora cuya frecuencia oscila entre los 20 y 200 kHz la cual es incorporada en el cableado doméstico de energía eléctrica desde el transmisor. Esta onda portadora es modulada por señales digitales. Cada receptor del sistema de control tiene una dirección única y es gobernado individualmente por las señales enviadas por el transmisor. Estos dispositivos pueden ser enchufados en las tomas eléctricas convencionales o cableados en forma permanente en su lugar de conexión. Ya que la señal portadora puede propagarse en los hogares o apartamentos vecinos al mismo sistema de distribución, estos sistemas tienen una "dirección doméstica" que designa al propietario. Esto, por supuesto es válido cuando las viviendas vecinas poseen sistemas de este tipo; situación muy común en las zonas residenciales de Japón.

## Cableado de redes caseras (banda ancha)
La tecnología PLC también puede usarse en la interconexión en red de computadoras caseras y dispositivos periféricos, incluidos aquellos que necesitan conexiones en red, aunque al presente no existen estándares para este tipo de aplicación. Las normas o estándares existentes han sido desarrolladas por diferentes empresas dentro del marco definido por las organizaciones estadounidenses HomePlug Powerline Alliance y la Universal Powerline Association.
Los problemas de los PLC en redes domésticas suelen venir dados por la potencia contratada en una casa (inferior a la del ámbito empresarial); dado que si la red eléctrica no tiene una instalación correcta podía darse el caso de interferencias o picos de tensión que acabarían afectando a los aparatos eléctricos conectados a dicha red. Así mismo, aunque los fabricantes aseguran que el consumo de un PLC es mínimo o nulo por trabajar en un circuito cerrado, la sola conversión de los datos provenientes del par de cobre de la línea telefónica conlleva un consumo energético, de los transformadores internos del aparato y la alimentación de los circuitos integrados del equipo de PLC. También el paso del flujo de datos de estos aparatos genera consumo energético, difícil de cuantificar por el tipo de conexión a la línea eléctrica.

### Origen
En un principio, la tecnología PLC se desarrolló como una alternativa en el mundo de las comunicaciones de red, frente al ADSL, la conexiones por Cable o la Fibra Óptica.
Debido a los costes del equipo necesario e infraestructura por parte de las comercializadoras, se optó por destinar este sistema de comunicación a través de la red eléctrica para conexiones locales, no para un acceso a Internet.

### Funcionamiento básico
En el caso de cableado para redes caseras, los dispositivos PLC se utilizan como sustitutivos de las redes Ethernet. Concretamente, el uso de varios dispositivos PLC equivale a una conexión Ethernet con medio de acceso compartido, esto es, es como si estuviéramos conectando los ordenadores a un concentrador en vez de a un conmutador, por lo que las comunicaciones son half-duplex. De aquí se deduce que los anunciados 200Mbps de muchos kits de PLC terminen en torno a los 80-100Mbps efectivos.
Por lo tanto, al existir un dominio de colisión común por compartir el mismo segmento de cableado, es fácil deducir que cuantos más dispositivos de PLC transmitan, la velocidad se verá repartida entre todos ellos sin que tenga que ser equitativamente, en función de la cantidad de datos que transmitan, aunque no se comuniquen con el mismo terminal PLC. Es por ello que se recomienda utilizar el sistema PLC para unir dos segmentos de red.
La forma de transmitir los datos es similar al funcionamiento de las líneas ADSL (que separa la voz de los datos). Primero se filtran las frecuencias, para poder separar la información digital y el ruido de la señal eléctrica, de los datos.
Así, la tecnología PLC abre un amplio abanico de posibilidades en la comunicación de dispositivos tecnológicos:
- Ordenadores de sobremesa y portátiles
- Televisores con acceso a la red (Televisión inteligente)
- Sistemas de sonido
- Videoconsolas
- Centros multimedia (reproductores de red o streaming)

## Banda ancha sobre líneas eléctricas
La Banda ancha sobre líneas eléctricas (abreviada BPL por su denominación en inglés Broadband over Power Lines) representa el uso de tecnologías PLC que proporcionan acceso a Internet a través de líneas de energía ordinarias. En este caso, una computadora (o cualquier otro dispositivo) necesitaría solo conectarse a un módem BPL enchufado en cualquier toma de energía en una edificación equipada al efecto. 
A primera vista, la tecnología BPL parece ofrecer ventajas con respecto a las conexiones inalámbricas ya que utiliza medios guiados, al igual que la banda ancha basadas en cable coaxial o en DSL: la amplia infraestructura disponible permitiría que usuarios en lugares remotos tengan acceso a Internet con una inversión de equipo relativamente pequeña para la compañía de electricidad. También, tal disponibilidad ubicua haría mucho más fácil para otros dispositivos electrónicos, tal como televisores o sistemas de sonido, el poderse conectar a la red.

### Características
Las características físicas y de capilaridad de la red eléctrica y las altas prestaciones de los estándares por parte de IEEE, posicionan a esta tecnología como una excelente alternativa, siempre que se disponga de redes privadas de cable sobre las cuales se puedan inyectar las señales. El ancho de banda de un sistema BPL se caracteriza por su estabilidad.
Los módems PLC transmiten en las gamas de media y alta frecuencia (señal portadora de 1,6 a 30 MHz). La velocidad asimétrica en el módem va generalmente desde 256 kbit/s a 2,7 Mbit/s. En el repetidor situado en el cuarto de medidores, que es el caso del suministro en un edificio, la velocidad es de hasta 45 Mbit/s y se pueden conectar hasta 256 módems PLC. En las estaciones de voltaje medio, la velocidad desde los centros de control de red (head end) hacia Internet es de hasta 134 Mbit/s. Para conectarse con Internet, las empresas de electricidad pueden utilizar un backbone (espina dorsal) de fibra óptica o enlaces alquilados.

### Diferencias en los sistemas de distribución en América y Europa
Las diferencias en los sistemas de distribución de energía eléctrica en América y Europa afectan la puesta en práctica de la tecnología BPL. En el caso de Norteamérica, relativamente pocos hogares están conectados con cada transformador de distribución, mientras que en la práctica europea puede haber centenares de hogares conectados con cada subestación. Puesto que las señales de BPL no se propagan a través de los transformadores de distribución eléctrica, solo se necesita equipo adicional en el caso norteamericano. Sin embargo, ya que la anchura de banda es limitada, esto puede aumentar la velocidad a la cual cada casa puede conectarse, debido a los pocos usuarios que comparten la misma línea. 
El sistema tiene un número de problemas complejos, siendo el primero que las líneas de energía intrínsecamente constituyen ambientes muy ruidosos. Cada vez que un dispositivo se enciende o apaga, introduce voltajes transitorios en la línea. Los dispositivos ahorradores de energía introducen a menudo armónicos ruidosos en la línea. El sistema se debe diseñar para ocuparse de estas interrupciones naturales de las señales y de trabajar con ellas. 
Las tecnologías de banda ancha sobre líneas eléctricas se han desarrollado más rápidamente en Europa que en Estados Unidos debido a una diferencia histórica en las filosofías de diseño de sistemas de energía. Casi todas las grandes redes eléctricas transmiten energía a altos voltajes para reducir las pérdidas de transmisión, después en el lado de los usuarios se usan transformadores reductores para disminuir el voltaje.
Se encuentra que las señales de BPL no pueden pasar fácilmente a través de los transformadores, debido no a su alta inductancia, ya que ésta se encuentra en paralelo con las señales PLC, si no a la ineficacia de los transformadores para trabajar a frecuencias altas como por ejemplo 30 MHz. Estos se encuentran diseñados para ser utilizados con señales de baja frecuencia, del orden de los 50/60 Hz y, por ende, poseen efectos capacitivos importantes, que si bien son inocuos para las señales de baja frecuencia, producen derivaciones de las señales de alta frecuencia a tierra, en el caso de que el efecto capacitivo exista entre el material magnético y la tierra física, o atenuación de la señal de alta frecuencia, si el efecto capacitivo se encuentra en paralelo con la línea de transmisión, conformando así un filtro de paso bajo. Debido a esto, los repetidores se deben unir a los transformadores.
En Estados Unidos, es común colocar un transformador pequeño en un poste para uso de una sola casa, mientras que en Europa y algunos países americanos, es más común usar un transformador algo más grande para servir de 10 a 100 viviendas. Para suministrar energía a los clientes, esta diferencia en diseño es pequeña, pero significa que suministrar el servicio BPL sobre la red de energía de una ciudad típica de los Estados Unidos requerirá más repetidores en esa misma proporción, que los necesarios en una ciudad europea comparable. Una alternativa posible es utilizar los sistemas BPL como redes de retorno para las comunicaciones inalámbricas, por ejemplo colocando puntos de acceso Wi-Fi o radio bases de telefonía celular en los postes de energía, permitiendo así que los usuarios finales dentro de cierta área se conecten con los equipos que ya poseen. En un futuro próximo, los BPL se pudieran utilizar también como redes de retorno para las redes WiMAX.

### Frecuencias de operación
El segundo problema principal de PLC y BPL junto con la gestión a distancia de contadores de energía eléctrica bajo PLC, tiene que ver con la intensidad de la señal junto con la frecuencia de operación. El sistema utiliza frecuencias en la banda de 30 MHz, que es utilizada por los radio aficionados, así como por emisoras radiales internacionales de radiodifusión en onda larga y corta y por diversos sistemas de comunicaciones (militar, aeronáutico, marítimo, etc.). Las líneas de energía carecen de blindaje y actúan como antenas para las señales que transportan, y tienen el potencial de eliminar la utilidad de la banda de 30 MHz para los propósitos de las comunicaciones en onda corta, incluso a grandes distancias. Esto ha causado grandes problemas en el Reino Unido y Japón limitando su uso, y en Alemania se han retirado totalmente debido a que técnicamente es imposible reducir o eliminar en su origen las interferencias radioeléctricas que produce dicho sistema. La OTAN, organización afectada por este sistema, ya lo ha denunciado al organismo competente. Según la organización American Radio Relay League ningún sistema de PLC estaría en concordancia con la normativa de la Comisión Federal de Comunicaciones.
Los sistemas modernos de BPL usan la multiplexación por división de frecuencias ortogonales, que permite minimizar la interferencia con los servicios de radio, por la remoción de las frecuencias específicas usadas. Un estudio del año 2001 realizado en conjunto por ARRL y HomePlug, demostró que los módems que usaban esta técnica “junto a la separación moderada de la antena de la estructura con la señal de HomePlug, en general hacía que las interferencias fueran apenas perceptibles”, y hubo interferencias sólo cuando la “antena estaba físicamente cerca de las líneas de energía”.
Las transmisiones de datos a velocidades mucho más altas usan las frecuencias de microondas transmitidas mediante un mecanismo de propagación superficial de ondas, denominado E-Line, que se ha probado usando solamente una sola línea de energía. Los sistemas de E-line han demostrado el potencial para las comunicaciones simétricas y de Full Duplex a velocidades mayores a 100 Mbps en cada dirección. Se han probado múltiples canales de Radio sobre cable con señales de 2,4 y 5,3 Ghz, con grandes ventajas por la carencia de interferencias, que sin embargo en Wi-Fi y en el Wimax sin licencia, suponen una grave limitación, siendo al mismo tiempo una ventaja por la facilidad de implantación sin necesidad de permisos.
Además, debido a que puede funcionar en la banda de 100 MHz a 10 GHz, esta tecnología puede evitar totalmente los problemas de interferencias asociados al uso de un espectro compartido, ofreciendo la mayor flexibilidad para la modulación y los protocolos hallados para cualquier otro tipo de sistemas del microondas.